# Timasiteo de Delfos
Timasiteo de Delfos (en griego antiguo: Τιμασίθεος, romanizado: Timasítheos) fue un atleta de Delfos, que venció varias veces en el pancracio en los Olímpicos y Juegos Píticos, y también se distinguió como valiente soldado.

## Vida
Fue uno de los partidarios del  arconte ateniense Iságoras cuando tomaron la Acrópolis con la ayuda de Cleomenes I. La ciudadela fue asediada por los atenienses, y Timasiteo fue uno de los que cayó en sus manos, y fue ajusticiado.  Pausanias menciona una estatua de Timasiteo en Olimpia, obra de Agéladas el argivo.